# 박원홍
박원홍(朴源弘, 1942년 6월 11일~)은 대한민국의 정치인이다. 본관은 밀양(密陽).
경기고등학교, 고려대학교 정치외교학 학사를 졸업한 후, 한국일보 외신부 기자와 동양통신 워싱턴특파원으로 활동하였다. SBS 프리랜서 방송위원으로 취임하여 배우 문성근의 후임으로 인기프로그램 "그것이 알고 싶다"를 1년10개월 동안 진행했다. 이후 KBS로 옮겨 미국변호사 유재건씨의 후임으로 생방송 심야토론 프로그램 의 진행자로 1998년2월까지 활동하였으며, 그해 5월에 정계에 입문, 서초구 갑 선거구에서 15대, 16대 국회의원으로 선출됐다. 2002년 한나라당 서울시 지부위원장, 국회 통일외교통상위원회 등에서 활동하였다. 2004년 정계에서 은퇴하여 일본 후쿠오카시의 서남학원대학 객원교수로 갔다.

## 생애
박원홍은 1942년 6월 11일 서울특별시 돈암동에서 태어났다. 6.25 전쟁 당시 3년간 대구에서 살았다. 1954년 상경하여 경기중학교, 경기고등학교를 졸업하고 고려대학교 정치외교학과에 입학하였다. 1964년12월 한국일보외신부기자, 1973년1월 동양통신 워싱턴특파원, 1974년11월 동양통신외신부차장대우, 1975년 미국로스앤젤레스에 가족 이민, 1993년말까지 그곳에서 미주동아일보편집국장, 미주한국일보산하 라디오한국의 아침뉴스앵커, L. A. KBS TV 진행자, 윌셔(월터박)부동산학교운영등으로 생활했다. 1994년1월1일 51세로 SBS의 "그것이 알고 싶다"진행자로 영구귀국했다. 

## 학력
- 1948-1953 대구중앙초등학교
- 1953-1954 서울흥인초등학교
- 1954-1957 경기중학교
- 1957-1960 경기고등학교
- 1960-1965 고려대학교(전공: 정치외교학) 학사졸업
- 1967-1969 美하와이 대학원 - East West Center (전공: 국제정치학) 석사졸업
- 2005-2010 일본국립대학법인 사가대학(전공: 국제경제학) 박사졸업

## 주요활동
한국일보 외신부 기자와 동양통신 워싱턴특파원, 동아일보 미주편집국장 등 주로 해외 파견업무를 담당하였다. 1992년에는 미국 LA 라디오 한국보도본부장으로 활동하였고, 귀국하여 SBS 프린랜서 방송위원으로 활동했다. 1994년부터 1995년까지 SBS의 인기 시사프로그램인 그것이 알고 싶다와 KBS의 생방송심야토론 프리랜서 진행자로 이름을 알렸으나, 정계입문 관계로 사퇴한다. 이 사이, 주식회사 청구건설고문, 서울이동통신 부회장을 역임하였다.

## 정계입문
1998년 재보궐선거에서 한나라당 소속 국회의원으로 당선되었으며, 국회 예산결산 특별위원회 위원. 과학기술정보통신위원회간사, 외교통상위원회위원등으로 활동하였다. 2002년 16대 총선에서 한나라당 중앙선거대책위원회 홍보본부장을 역임했으며, 이 때 재선에 성공한다. 후쿠오카세이난가쿠인대학 객원교수가 되기도 하였으며, 한일친선협회중앙회 수석부회장을 역임하였다.

## 출연 작품

### 방송
- SBS 시사 저널 프로그램 《그것이 알고 싶다》 - 1994년 ~ 1996년
- KBS1 시사 프로그램 《생방송 심야토론》 - 1996년 - 1998년

### CF
- 삼성노트북컴퓨터 (1996년), 재능교육 (1996년), 현대자동차 (1997년)

저서: 컴퓨터 처음부터 다시 배우기 (공저; 홍익출판사. 1996년), 재미작가7인 수필집(1988년), 미국부동산투자(1985년)
역서: 앰웨이의 기적 (1991년)

## 역대 선거 결과
|  | 44.2% |

|  | 55.34% |

## 같이 보기
- 서초구 갑
- 서울 서초구의 국회의원